# Mésosidérite
Les mésosidérites sont une classe de météorites très rares, constituées pour moitié environ de silicates et d'un alliage fer-nickel.

## Composition et structure
Les mésosidérites font partie de la famille des sidérolithes. À la différence des pallasites, ce sont des brèches de texture irrégulière.
La fraction silicatée contient de l'olivine, du pyroxène et du feldspath riche en calcium. Cette composition est similaire à celle trouvée dans les météorites HED,,.

## Métamorphisme
Jusqu'en 2020, toutes les mésosidérites connues présentaient les signes d'un métamorphisme thermique, voire d'une fusion partielle, et sur ces critères on les subdivisait en quatre sous-groupes (numérotés de 1 à 4). La mésosidérite NWA 1878, étudiée en 2020, présente au contraire une texture ignée sans aucun signe de recristallisation, ce qui conduit à créer un nouveau sous-groupe, numéroté 0.

## Inventaire
Les lithosidérites ne représentent déjà qu'environ 1 % des chutes de météorites observées, les mésosidérites sont encore plus rares. Seules 208 ont été référencées en novembre 2014, dont 56 trouvées en Antarctique.
| Principales mésosidérites | Principales mésosidérites | Principales mésosidérites |
| Lieu                      | Date                      | Masse                     |
| ------------------------- | ------------------------- | ------------------------- |
| Vaca Muerta, Chili        | XIXe siècle               | 3 800 kg                  |
| Bondoc, Philippines       | 1956                      | 888,6 kg                  |
| Estherville (Iowa), USA   | 1879                      | 320 kg                    |
| Dong Ujimqin Qi, Chine    | 1995                      | 129 kg                    |
| Łowicz, Pologne           | 1935                      | 59 kg                     |

### Photographies

Mésosidérites
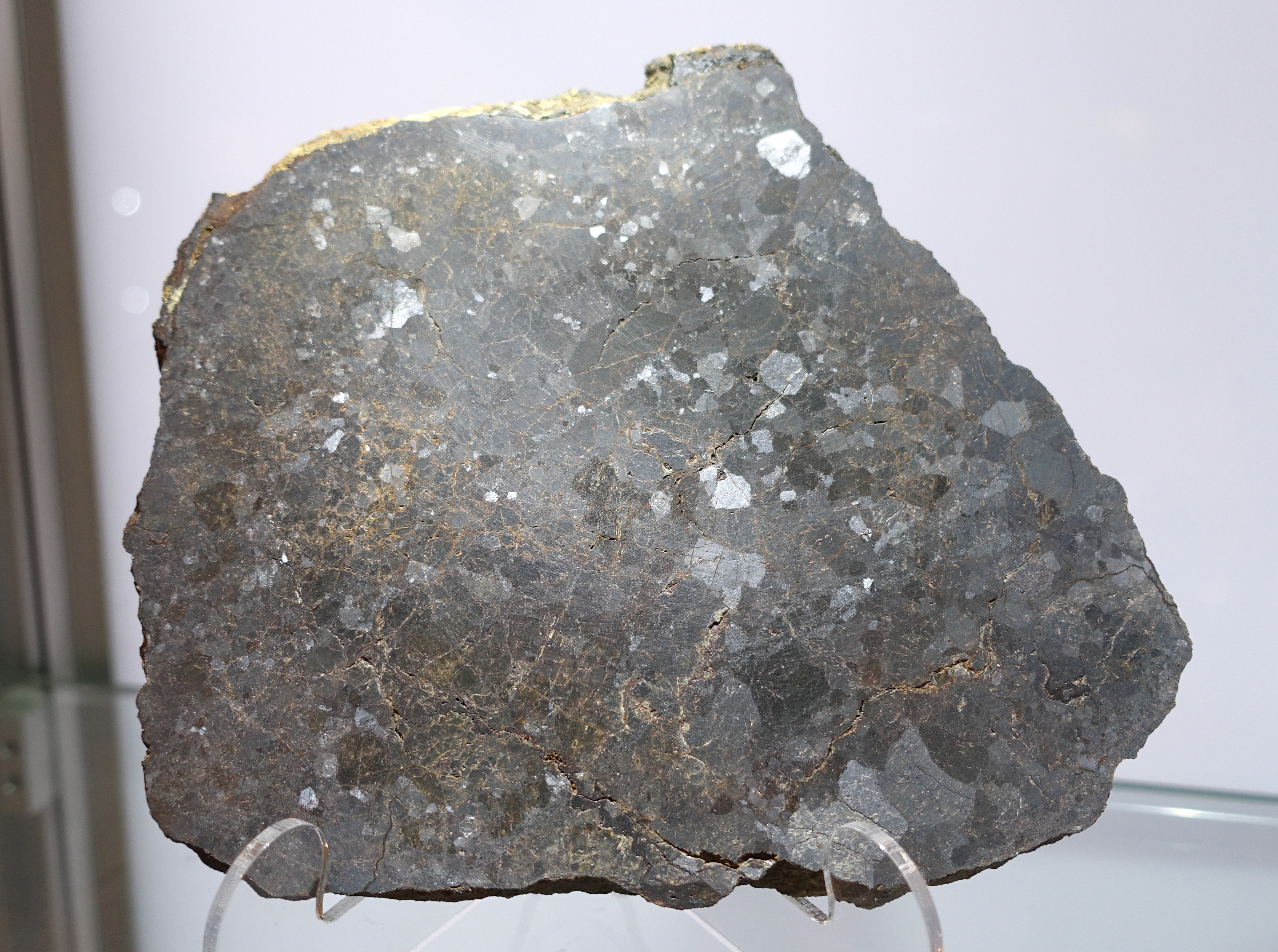
Bondoc.
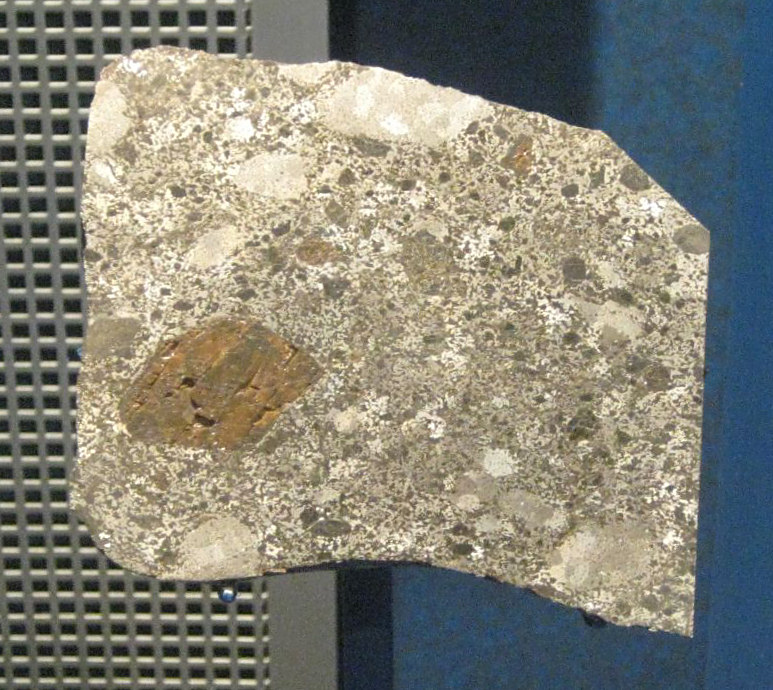
Chinguetti.
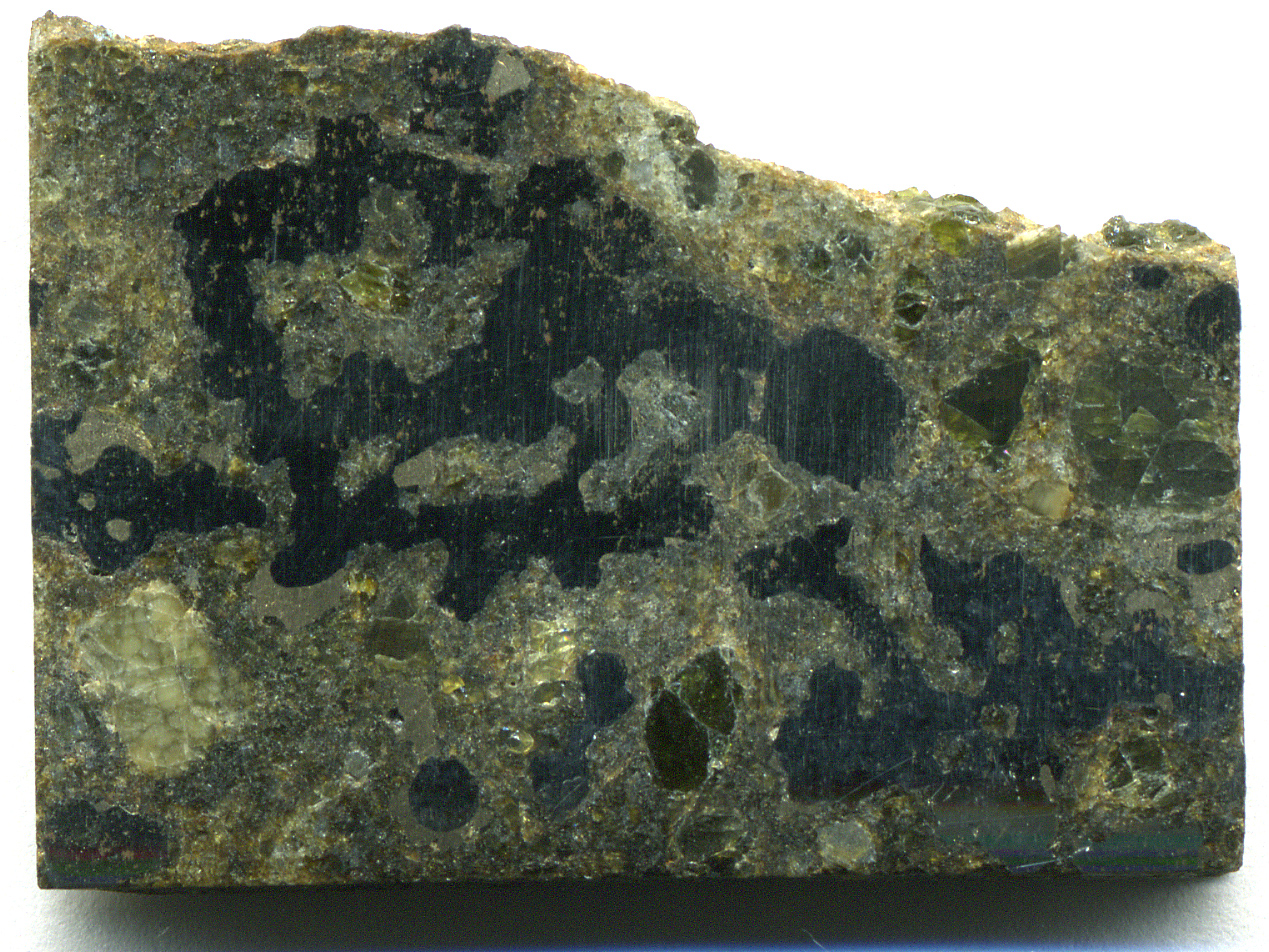
Estherville.
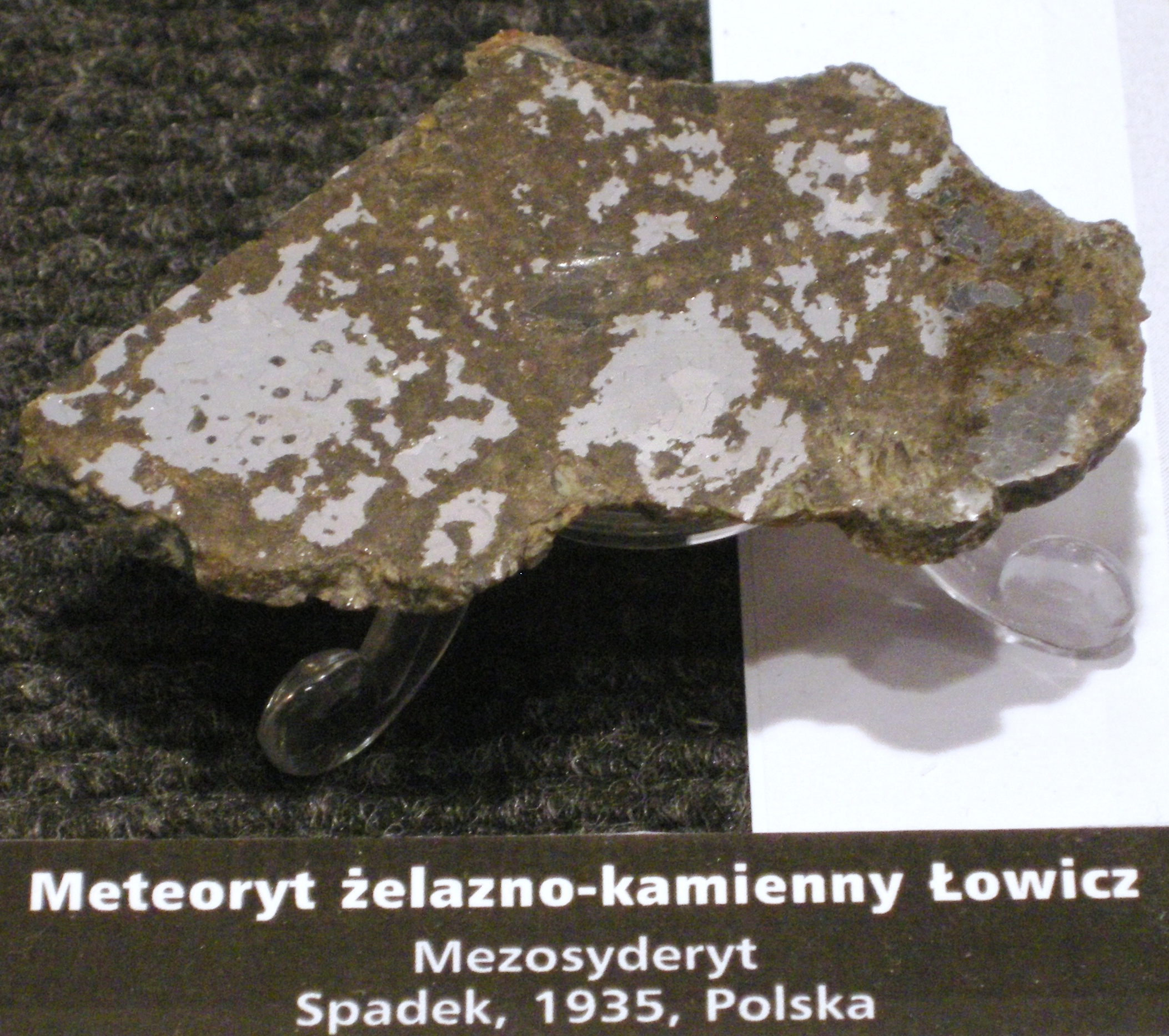
Łowicz.
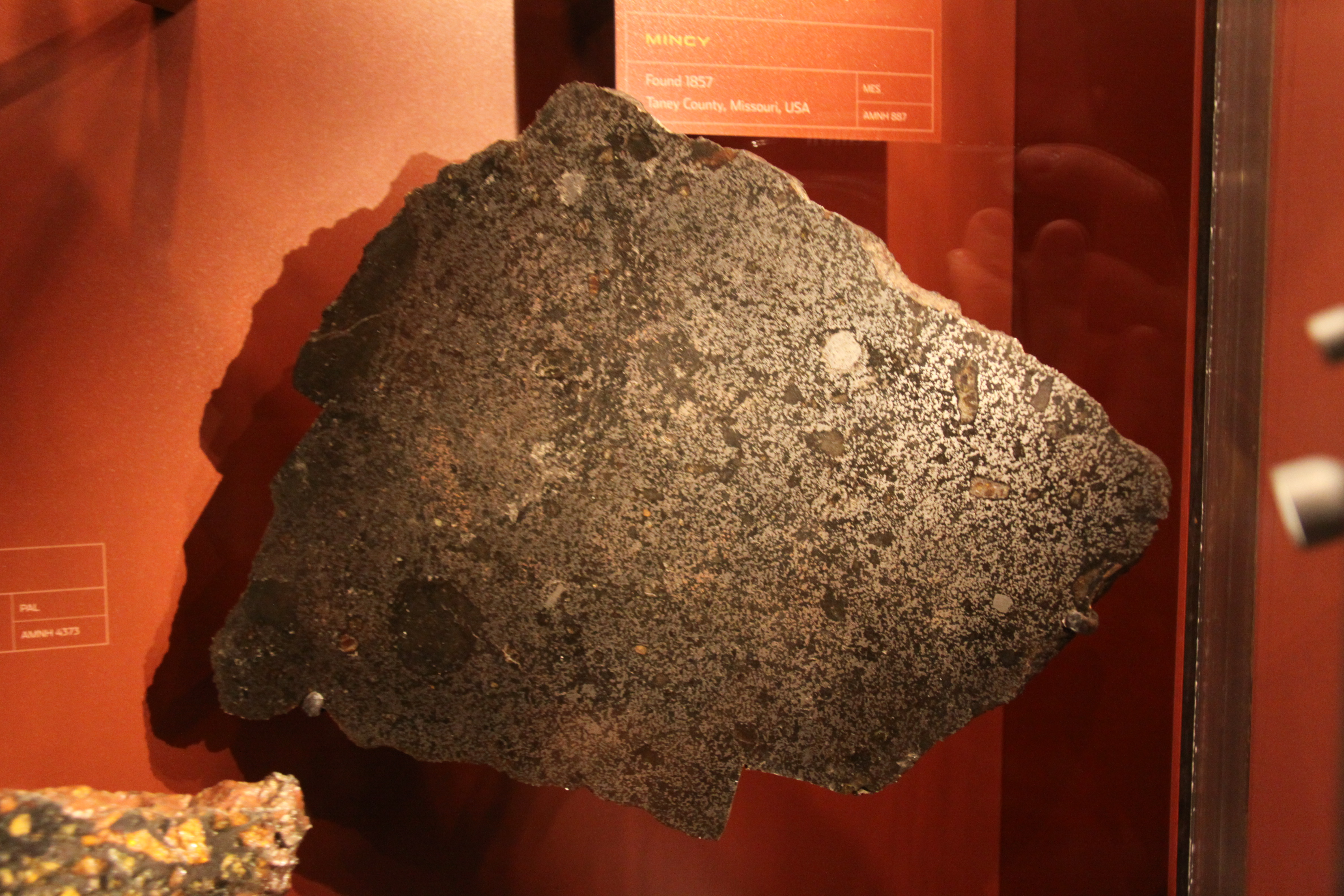
Mincy.
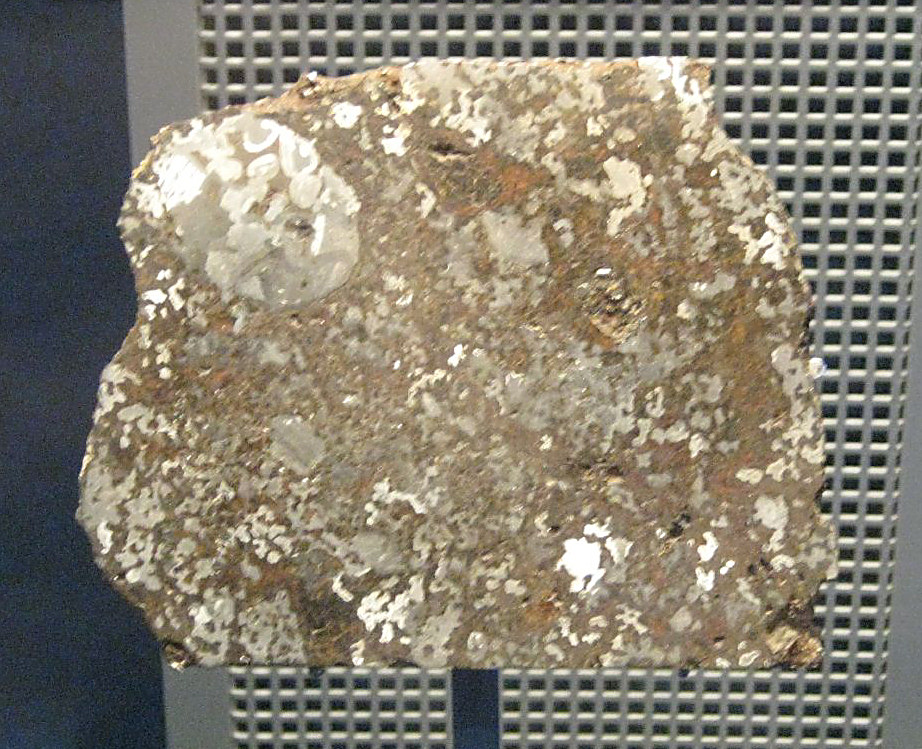
Pinnaroo.
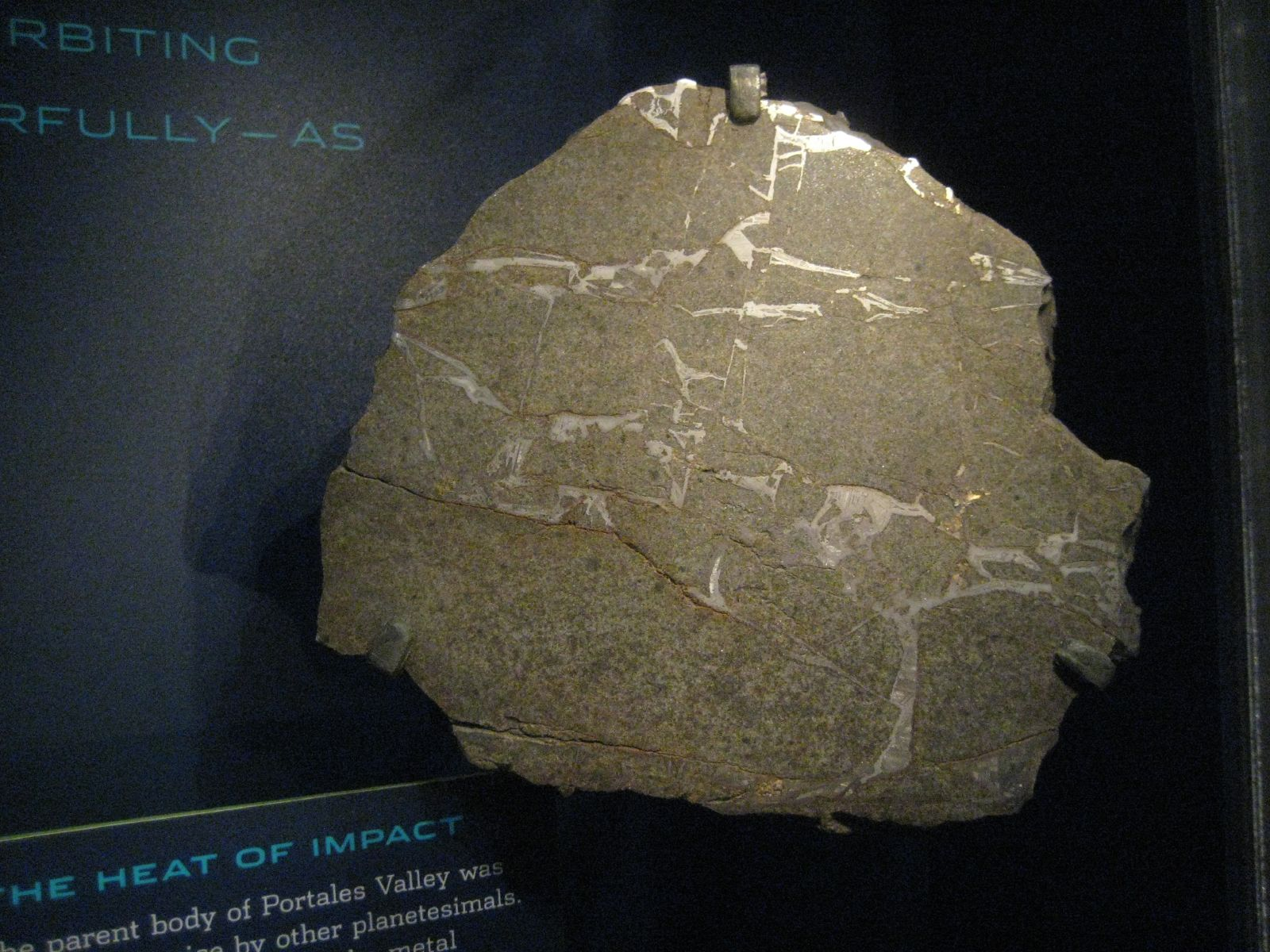
Portales Valley.
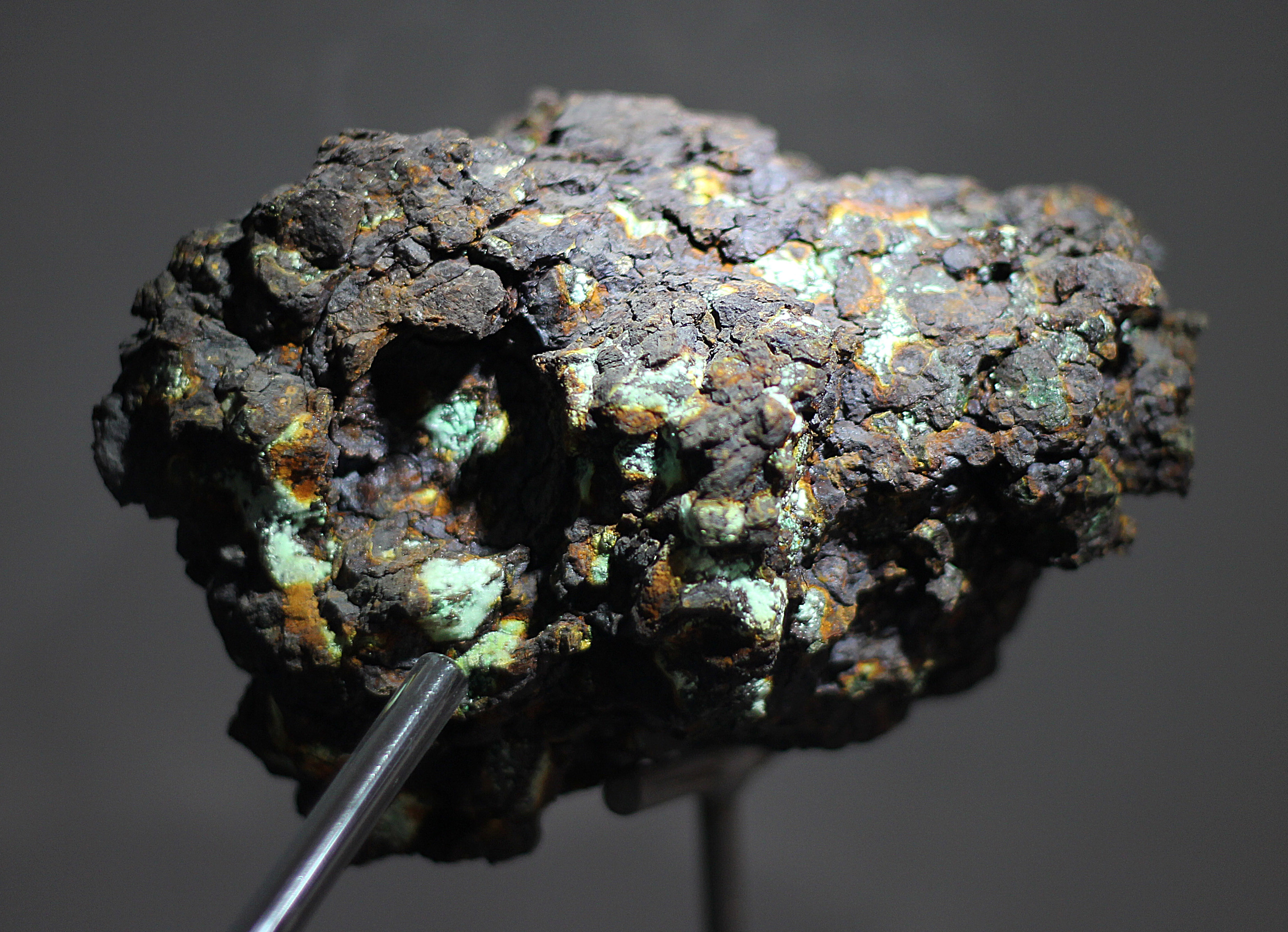
Vaca Muerta.

## Origine
16 Psyché, un astéroïde de type M, pourrait être le corps parent des mésosidérites.
En 2019, la datation par l'uranium-plomb de zircons extraits de mésosidérites révèle un âge de 4 558,5 ± 2,1 Ma pour la formation des silicates et de 4 525,39 ± 0,85 Ma pour le mélange métal-silicate. Ces deux âges coïncident avec l'âge de formation de la croûte et celui d'un grand événement de métamorphisme sur le corps parent des eucrites, sans doute l'astéroïde (4) Vesta. Cette coïncidence chronologique soutient l'hypothèse que Vesta soit le corps parent des silicates des mésosidérites. La formation des mésosidérites pourrait être due à une collision datant de 4 525,4 millions d'années, qui expliquerait aussi l'absence ou la faible proportion d'olivine observée dans les mésosidérites, les météorites HED et à la surface des vestoïdes.